# Brădeni
Brădeni (in ungherese Hégen, in tedesco Henndorf) è un comune della Romania di 1419 abitanti, ubicato nel distretto di Sibiu, nella regione storica della Transilvania. 
Il comune è formato dall'unione di 3 villaggi: Brădeni, Retiș (Rettersdorf), Țeline (Wossling).

## Brădeni
Il primo nome conosciuto è quello di terra Heen (1297). Nel 1349 fu chiamata Villa Hegun. Nel 1426 il re Sigismondo del Lussemburgo concesse all'insediamento di servi e coloni, oltre ad una fiera settimanale. La denominazione Henndorf è stata modificata in Bradeni dalla legge 2/1968. 

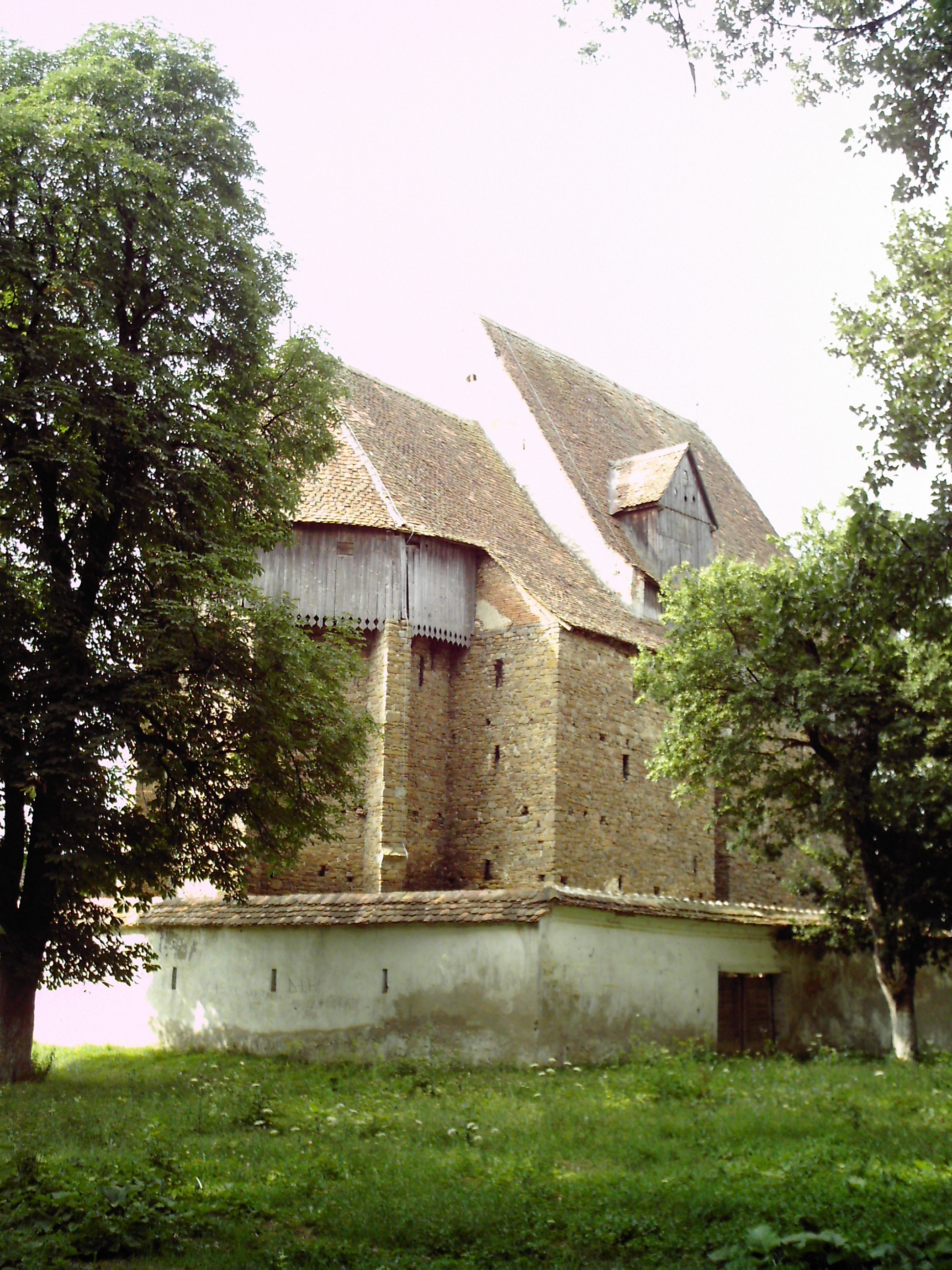
La chiesa fortificata di Brădeni

### Chiesa fortificata
Di particolare interesse è la chiesa fortificata, tempio evangelico costruito nel XIV secolo. La chiesa dedicata a Sant'Andrea fu menzionata per la prima volta nel 1350 quando fu concessa l'indulgenza a chi la visitava: in breve divenne meta di pellegrinaggi e con i proventi si poté ristrutturare ed arricchire. La fortificazione fu realizzata subito dopo il completamento della chiesa, all'inizio del XVI secolo, è di forma quadrilatera, con quattro bastioni rettangolari agli angoli. Il bastione nord-est fu demolito e il bastione sud-est fu ricostruito nel 1866. Anche le mura della chiesa, spesse 1,20 metri e alte 12 metri, avevano un ruolo difensivo con scale che portano a piani superiori e camminamenti, oltre che magazzini che conservano ancora più di cento cassapanche del XVI secolo riccamente decorate. Nonostante sembri cupa e semplice all'esterno, la chiesa è riccamente decorata all'interno con bei dipinti naif sui pannelli della tribuna risalenti al 1776.

## Retiș
La località di Retiș si trova sul corso superiore del Hârtibaciilui a sud di Baradeni sede comunale. Ricordato più volte in documenti del XIII secolo, nel 1389 risulta appartenere ai conti Tylo, giudice imperiale, e suo fratello Ladislau. Dal XIV secolo, Retiș appartenne, come enclave, alla contea di Apold. La chiesa ortodossa è dedicata a "San Nicola". Chiesa evangelica.

## Teline
Piccolo villaggio, situato ad est della sede comunale, viene ricordato per la prima volta nel XVI secolo. La località ha sempre avuto una popolazione prevalentemente rumena.